# Rozsdasárga szemcsésgomba
A rozsdasárga szemcsésgomba (Cystoderma jasonis) a csiperkefélék családjába tartozó, Európában és Észak-Amerikában elterjedt, savanyú talajú fenyvesekben élő, nem ehető gombafaj. 

## Megjelenése
A rozsdasárga szemcsésgomba kalapja 1,5-3,5 cm széles, alakja eleinte domború, majd széles domborúan, laposan kiterül, a közepén többnyire széles púppal. Színe változatos: rozsdasárga, fahéjbarna, vöröses-okker lehet. Közepe nem ráncos, felülete korpás-szemcsés. A szélén nagyobb pelyhek látszanak.
Húsa vékony, sárgás. Íze nem jellegzetes, szaga erős, kellemetlen, penészszerű vagy fűszeres.
Sűrű lemezei tönkhöz nőttek. Színük fiatalon fehéres, később sárgásbarna.
Tönkje 4-7,5 cm magas és 0,4-0,8 cm vastag. A gyengén fejlett pelyhes gallérzóna fölött felülete sima vagy finoman korpás, színe halvány okkeres. A gallérzóna alatt sötétokker színű és erősen pikkelyes. 
Spórapora fehér vagy krémszínű. Spórája elliptikus, sima, amiloid; mérete 6-9 x 3,5-4,5 µm. 

### Hasonló fajok
A sárga szemcsésgombával téveszthető össze. 

## Elterjedése és termőhelye
Európában és Észak-Amerikában honos. Magyarországon nagyon ritka. 
Savanyú talajú fenyvesekben, vegyes erdőkben él, főként mohapárnákon. Szeptembertől novemberig terem. 

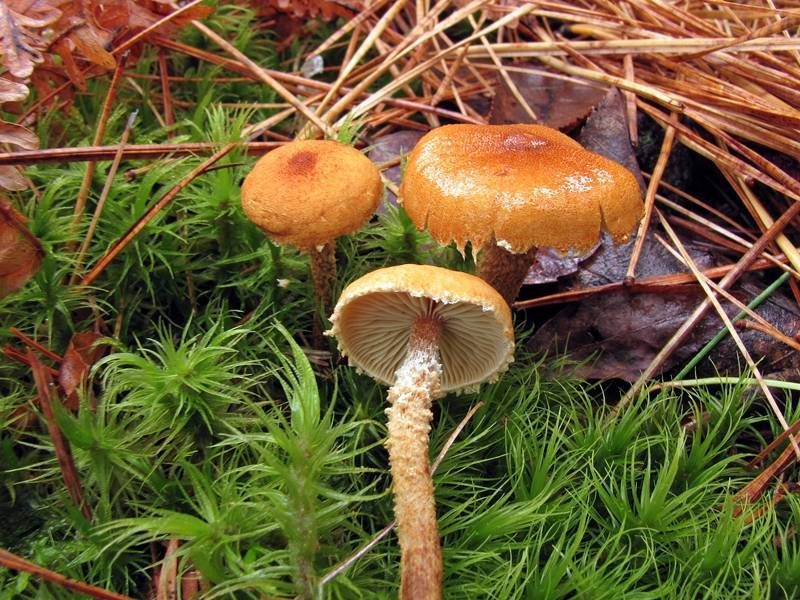
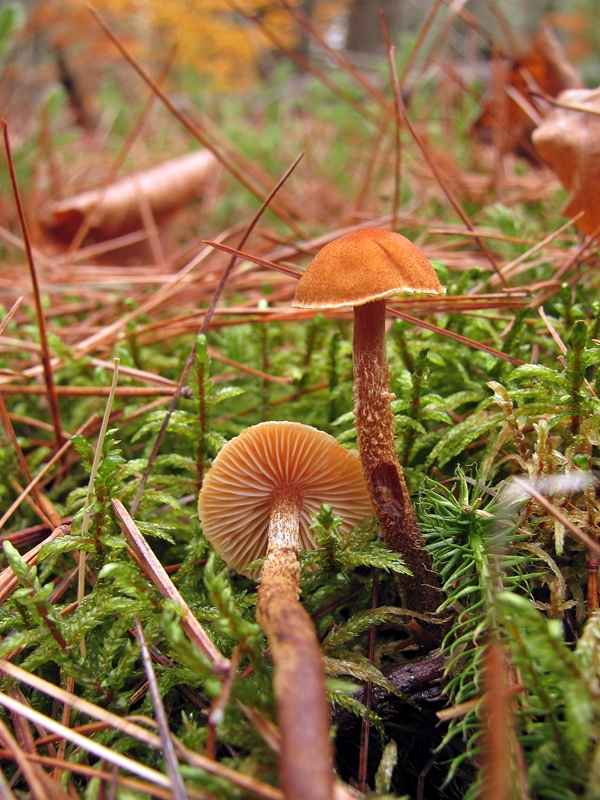
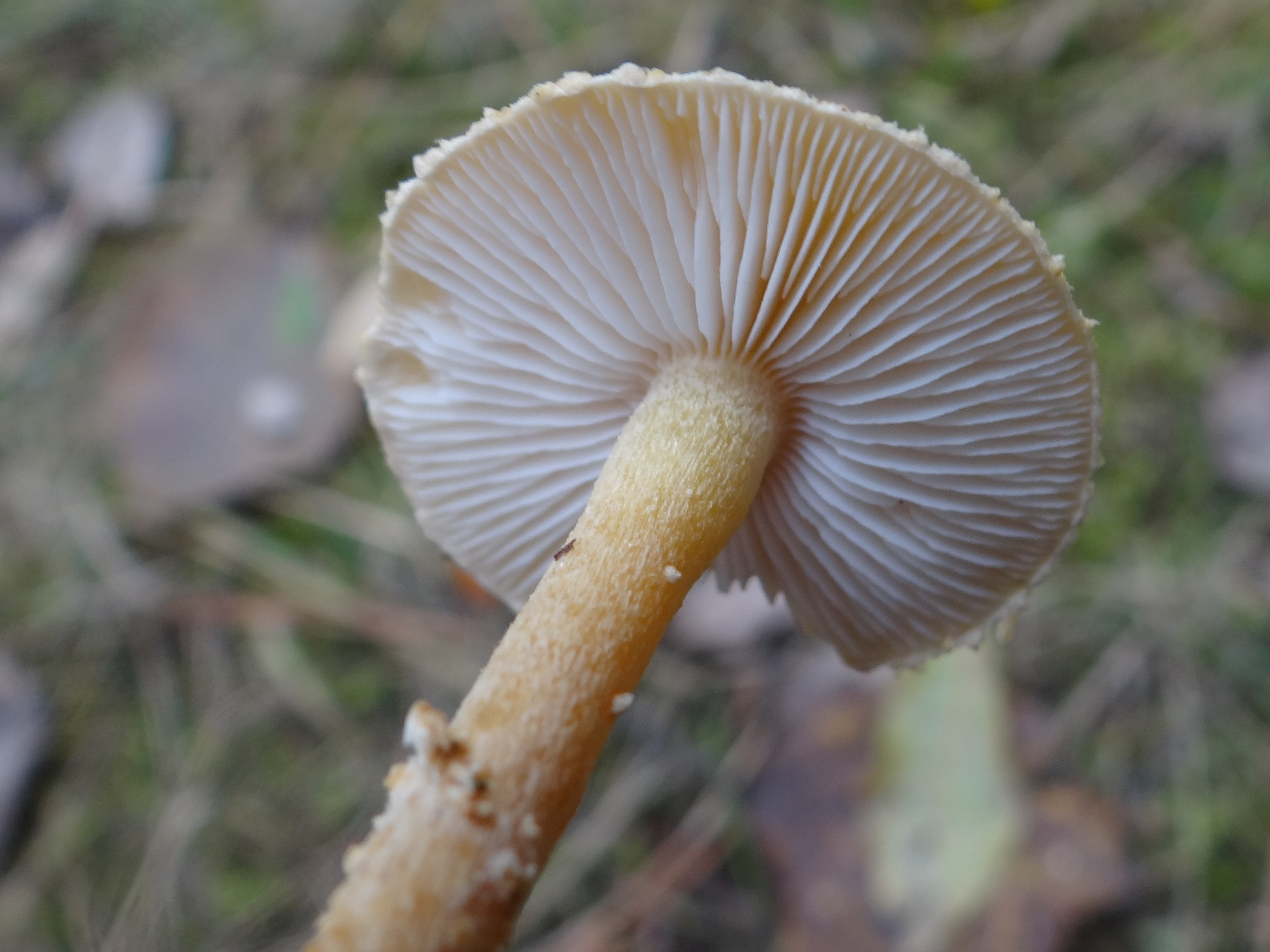
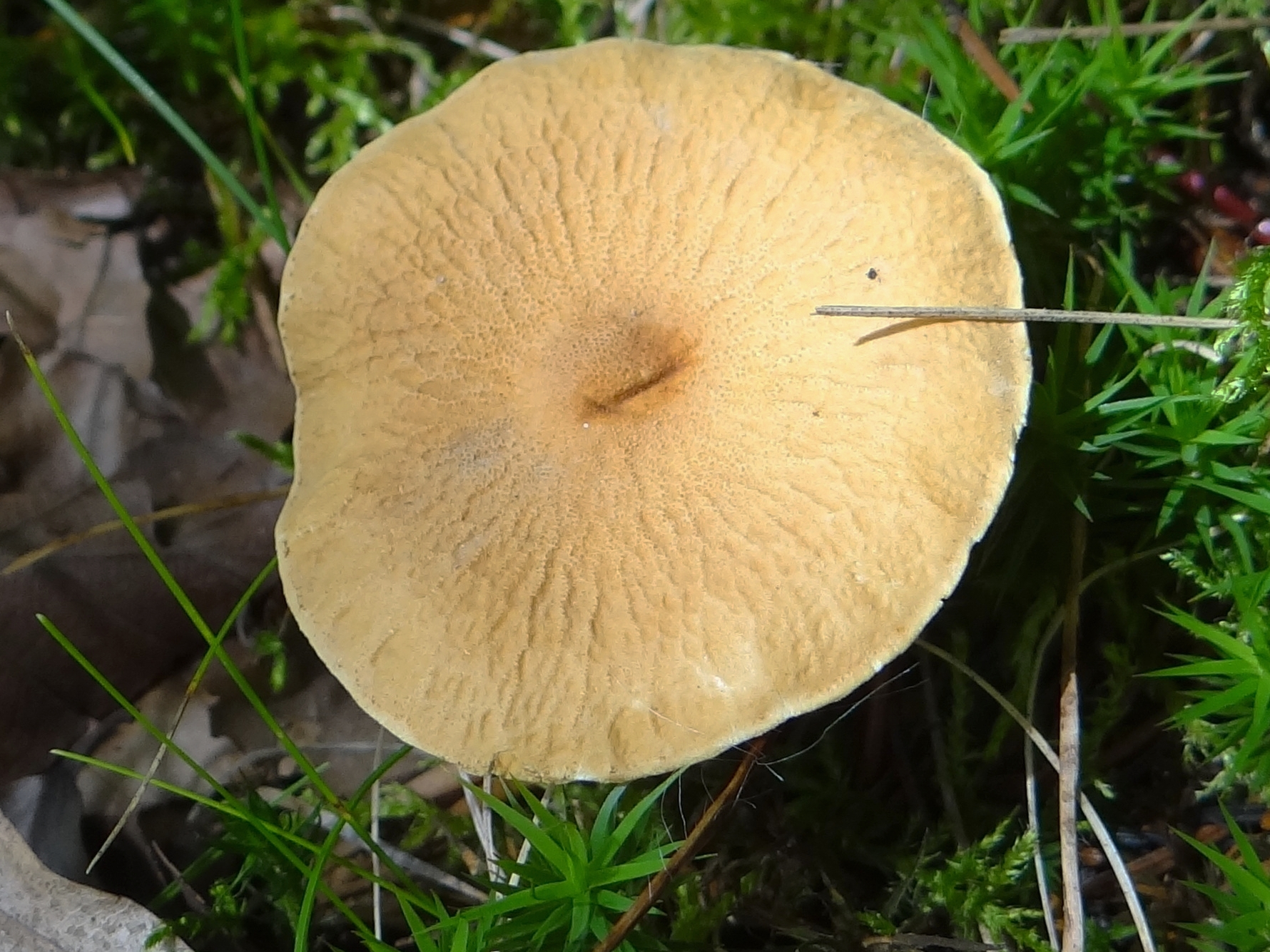

Nem ehető.   